# بطولة العالم لسباق الدراجات على الطريق 2012
نسخة 2012 لبطولة العالم لسباق الدراجات على الطريق أجريت في فانكلبورغ بمقاطعة ليمبورخ بهولندا، في الفترة الممتدة بين 15 و 23 سبتمبر 2012.

تميزت نسخة 2012 بعودة اعتماد السباقات ضد الساعة للفرق، التي توقفت منذ 1994، و خلافا للمسابقات الأخرى التي تنافس فيها الدراجون تحت ألوية منتخباتهم الوطنية، خصص السباق ضد الساعة فرق حصريا للفرق المحترفة.

احتضنت فانكلبورغ بطولة العالم للمرة الرابعة في تاريخها بعد نسخ 1938 و 1948 و 1979 و 1998.

## برنامج المسابقات[3]
| المسابقة                                   | التاريخ        | المسافة  |
| ------------------------------------------ | -------------- | -------- |
| سباق الطريق ضد الساعة للفرق - سيدات        | 16 سبتمبر 2012 | 34,2 كلم |
| مثال سباق الطريق ضد الساعة للفرق - رجال    | 16 سبتمبر 2012 | 53,2 كلم |
| سباق الطريق ضد الساعة - شبان               | 17 سبتمبر 2012 | 26,6 كلم |
| سباق الطريق ضد الساعة - رجال أقل من 23 سنة | 17 سبتمبر 2012 | 36 كلم   |
| سباق الطريق ضد الساعة - شابات              | 18 سبتمبر 2012 | 15,6 كلم |
| سباق الطريق ضد الساعة - سيدات النخبة       | 18 سبتمبر 2012 | 24,3 كلم |
| سباق الطريق ضد الساعة - رجال النخبة        | 19 سبتمبر 2012 | 45,7 كلم |
| سباق الطريق المداري - شابات                | 21 سبتمبر 2012 | 65 كلم   |
| سباق الطريق المداري - رجال أقل من 23 سنة   | 22 سبتمبر 2012 | 161 كلم  |
| سباق الطريق المداري - سيدات النخبة         | 22 سبتمبر 2012 | 129 كلم  |
| سباق الطريق المداري - شبان                 | 23 سبتمبر 2012 | 129 كلم  |
| سباق الطريق المداري - رجال النخبة          | 23 سبتمبر 2012 | 129 كلم  |

## النتائج النهائية[4]
| المسابقة                    | ذهبية                   | فضية                  | برونزية              |
| --------------------------- | ----------------------- | --------------------- | -------------------- |
| الرجال                      |                         |                       |                      |
| سباق الطريق ضد الساعة       | طوني مارتين             | تايلور فيني           | فاسيل كيرينكا        |
| سباق الطريق المداري         | فيليب جيلبير            | إيدفالد بواسون هاغن   | أليخاندرو بالبيردي   |
| سباق الطريق ضد الساعة للفرق | Omega Pharma-Quick Step | BMC Racing            | Orica-GreenEDGE      |
| السيدات                     |                         |                       |                      |
| سباق الطريق ضد الساعة       | يوديت آرندت             | إيفلين ستيفنس         | ليندا فيلومسن        |
| سباق الطريق المداري         | ماريان فوس              | راكيل نيلان           | إليزا لونغو بورغيني  |
| سباق الطريق ضد الساعة للفرق | Specialized-Lululemon   | Orica-AIS             | AA-Drink-Leontien.nl |
| رجال أقل من 23 سنة          |                         |                       |                      |
| سباق الطريق المداري         | أليكسي لوتسينكو         | بريان كوكار           | طوم فان أسبروك       |
| سباق الطريق ضد الساعة       | أنطون فوروبيف           | روهان دينيس           | داميان هاوسون        |
| شبان                        |                         |                       |                      |
| سباق الطريق المداري         | ماطي موهوريتش           | إيوان كاليب           | يوسيب روماتش         |
| سباق الطريق ضد الساعة       | أوسكار سفينسن           | ماطي موهوريتش         | ماكسيميليان شاخمان   |
| شابات                       |                         |                       |                      |
| سباق الطريق المداري         | لوسي غارنر              | إلين غليديتش بروشطاد  | أنازيطا ماريا ستريكر |
| سباق الطريق ضد الساعة       | إلينور باركر            | سيسيلية أوطروب لودفيغ | ديمي دي يونغ         |

## جدول الميداليات
| الترتيب | منتخب            | ذهبية | فضية | برونزية | المجموع |
| ------- | ---------------- | ----- | ---- | ------- | ------- |
| 1       | ألمانيا          | 3     | 0    | 1       | 4       |
| 2       | بلجيكا           | 2     | 0    | 1       | 3       |
| 3       | المملكة المتحدة  | 2     | 0    | 0       | 2       |
| 4       | النرويج          | 1     | 2    | 0       | 3       |
| 5       | سلوفينيا         | 1     | 1    | 0       | 2       |
| 6       | هولندا           | 1     | 0    | 2       | 3       |
| 7       | روسيا            | 1     | 0    | 0       | 1       |
| 7       | كازاخستان        | 1     | 0    | 0       | 1       |
| 9       | أستراليا         | 0     | 4    | 2       | 6       |
| 10      | الولايات المتحدة | 0     | 3    | 0       | 3       |
| 11      | الدنمارك         | 0     | 1    | 0       | 1       |
| 11      | فرنسا            | 0     | 1    | 0       | 1       |
| 13      | إيطاليا          | 0     | 0    | 2       | 2       |
| 14      | نيوزيلندا        | 0     | 0    | 1       | 1       |
| 14      | بيلاروس          | 0     | 0    | 1       | 1       |
| 14      | كرواتيا          | 0     | 0    | 1       | 1       |
| 14      | إسبانيا          | 0     | 0    | 1       | 1       |
| مجموع   | مجموع            | 12    | 12   | 12      | 36      |

## المشاركة العربية
سباق الطريق ضد الساعة - رجال أقل من 23 سنة
- المغرب سفيان حدي : المرتبة 46 (على 68)
- المغرب رضا عادل : المرتبة 57 (على 68)

سباق الطريق ضد الساعة - شبان
- المغرب هيثم كايز : المرتبة 44 (على 66)
- المغرب عبد الرحيم عويدة : المرتبة 62 (على 66)
- الجزائر عبد الرحمن منصوري : المرتبة 64 (على 66)
- تونس حمزة فتناسي : المرتبة 66 (على 66)

سباق الطريق المداري - رجال أقل من 23 سنة
- المغرب سفيان حدي : المرتبة 13 (على 157)
- المغرب رضا عادل : المرتبة 60 (على 157)
- المغرب أنس آيت العبدية : المرتبة 78 (على 157)
- المغرب صلاح الدين مرواني : المرتبة 146 (على 157)
- الجزائر عادل بربري : لم يكمل السباق
- الجزائر فيصل حمزة : لم يكمل السباق

سباق الطريق المداري - شبان
- المغرب هيثم كايز : المرتبة 121 (على 175)
- المغرب هيثم كايز : لم يكمل السباق
- المغرب عبد الرحيم عويدة : لم يكمل السباق
- الجزائر مصطفى درويش : لم يكمل السباق
- الجزائر عبد الرحمن بشلاغم : لم يكمل السباق
- تونس حمزة فتناسي : لم يكمل السباق
- تونس علي نويصري : لم يكمل السباق
- لبنان جان جاك برونو داباغيان : لم يكمل السباق

سباق الطريق المداري - رجال النخبة
- الجزائر هشام شعبان : لم يكمل السباق

## وصلات خارجية
- القنوات التلفزيونية الناقلة للمسابقة من موقع الاتحاد الدولي
- الموقع الرسمي للمسابقة ليمبورخ 2012 نسخة محفوظة 19 سبتمبر 2012 على موقع واي باك مشين.
- صفحة المسابقة من موقع الاتحاد الدولي